# 都督夫人太原王氏礼佛图
《都督夫人太原王氏礼佛图》，又名《都督夫人礼佛图》，是敦煌莫高窟第130窟甬道南壁的一幅巨幅供养人壁画，作者不详，完成于唐朝天宝年间。原作已破损严重，现在所见到的均为前敦煌研究院院长段文杰的复原摹本。

## 简介
都督夫人太原王氏是天宝十二载（753年）前后出任晋昌郡都督乐庭瓌的妻子。从右至左为都督夫人和她的两个女儿（十一娘和十三娘），以及9位侍女。
壁画原作原本被西夏时期的壁画所覆盖。1940年代，被好事者剥离出来，且暴露在阳光下，导致壁画严重损毁。

## 图库

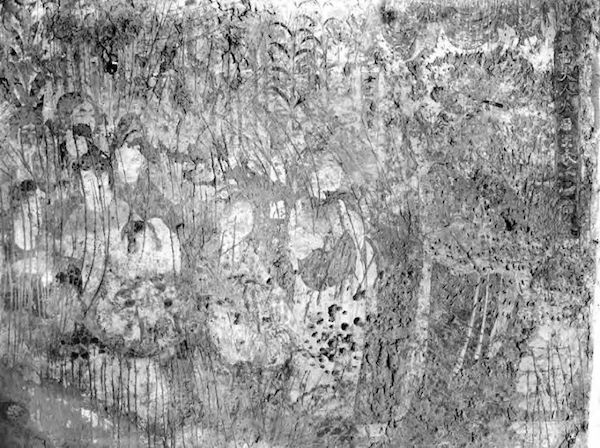
壁画原作（1943年罗寄梅摄）
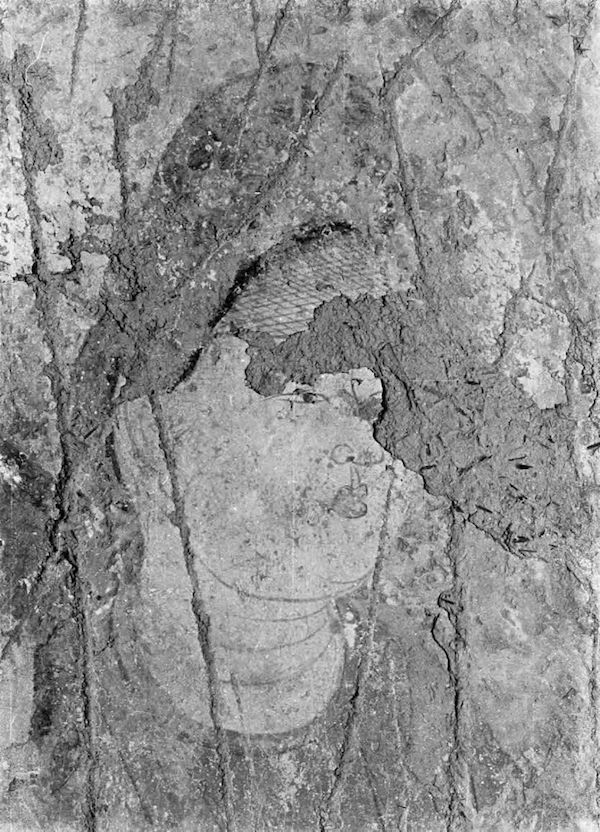
原作局部，一名头戴透额罗的侍女
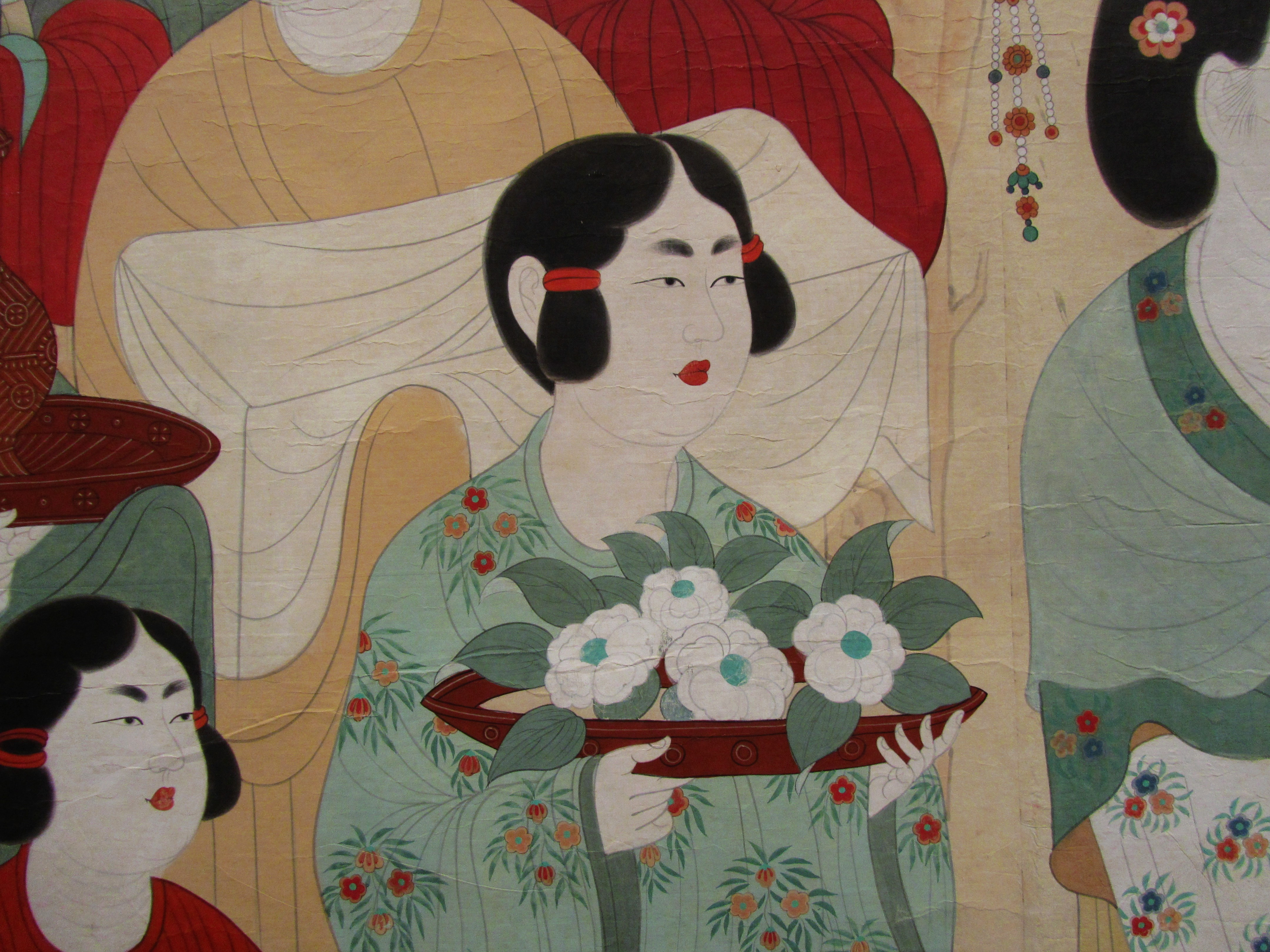
段文杰摹本局部

## 流行文化
- 2018年CCTV节目《国家宝藏 (第二季)》的《观唐》服装秀，由楚艳及其团队复原。[4][5]
- 2021年汉服春晚的舞蹈《礼佛夫人》[6]
- 2024年中央广播电视总台春节联欢晚会的歌曲《年锦》，与都督夫人同款的唐制汉服以伴舞者形式出现在背景中。